# Plicní fibróza
Plicní fibróza (doslova "zjizvení plic") je onemocnění dýchacích cest, v němž vznikají jizvy v plicní tkáni, což vede k vážným problémům s dýcháním. Vznik jizev a hromadění přebytečné vláknité pojivové tkáně (proces tzv. fibróza) vedou k ztluštění plicní stěny a způsobují snížení koncentrace kyslíku v krvi. Ve výsledku pacienti trpí trvalou dušností. Ta zpravidla progreduje (zhoršuje se) a neléčení pacienti umírají obvykle do pěti let od stanovení diagnózy. Zahájení léčby v co nejranějším stádiu je zcela zásadní pro prodloužení doby dožití.
U některých pacientů konkrétní příčina onemocnění může být diagnostikována, ale v jiných pravděpodobnou příčinu nelze stanovit. Toto nazýváme idiopatická plicní fibróza. Neexistuje žádný známý lék na jizvy a poškození plic v důsledku plicní fibrózy.

## Příznaky
Mezi symptomy plicní fibrózy řadíme především:
- Dušnost, zejména při námaze
- Chronický suchý kašel
- Únava a slabost
- Mírná nebo silnější bolest na hrudi
- Ztráta chuti k jídlu a rychlé hubnutí

Podezření na plicní fibrózu je podmíněno historií zhoršující se dušnosti (dyspnoe) při námaze. Na poslech bývá na plicích slyšet občasné tenké praskání při nádechu. Rentgen hrudníku se může, ale i nemusí jevit abnormálně, zatímco CT snímek s vysokým rozlišením odhalí abnormality ve většině případů.

## Příčiny
Plicní fibróza může být vedlejším účinkem jiných onemocnění. Většina z nich je klasifikována jako intersticiální plicní onemocnění. Patří mezi ně autoimunitní onemocnění, virové infekce a bakteriální infekce, jako je tuberkulóza, které mohou způsobit fibrotické změny v horních i dolních plicních lalocích a jiná mikroskopická poranění plic. Plicní fibróza se ale může objevit i bez známé příčiny. V tomto případě se nazývá "idiopatická". Většina idiopatických případů je diagnostikována jako idiopatická plicní fibróza.  
V každém případě roste množství důkazů, které poukazují na genetické predispozice u určitých pacientů. Například mutace v surfaktant proteinu C (DP-C) byla nalezena v některých rodinách s historií plicní fibrózy.
Mezi nemoci a faktory, které mohou způsobit plicní fibrózu, patří:
- Inhalace znečišťujících látek v ovzduší (kovy[6] v azbestóze, silikóze) a vystavení některým plynům. Vysoké riziko hrozí například horníkům.[7]
  - Hypersenzitivní pneumonitida, většinou způsobena vdechováním prachu kontaminovaného bakteriálními, plísňovými, nebo živočišnými produkty.
- Kouření cigaret může zvýšit riziko nemoci a nebo ji i zhoršit.
- Některá typická onemocnění pojivové tkáně, jako jsou revmatoidní artritida, SLE a sklerodermie
- Další onemocnění, která zahrnují pojivové tkáně, jako je sarkoidóza a granulomatóza s polyangiitidou.
- Infekce
- Některé léky, např. amiodaron, bleomycin (pingyangmycin), busulfan, metotrexát, apomorfin,[8] a nitrofurantoin[9]
- Radiační terapie hrudi

## Patogeneze
Plicní fibróza zahrnuje postupnou obměnu normální plicní parenchym fibrózní tkání. Nahrazení normální plíce zjizvenou tkání způsobuje nevratný pokles míry difúze kyslíku a výsledná ztuhlost nebo snížená poddajnost dělá z plicní fibrózy restriktivní onemocnění plic.
Plicní fibróza je udržována spíše nenormálním hojením ran než chronickým zánětem. Je to hlavní příčinou restriktivního plicního onemocnění uvnitř plicního parenchymu. Na druhou stranu, quadriplegia a kyfóza jsou příklady, příčin restriktivních onemocnění plic, které nemusejí nutně zahrnovat plicní fibrózu.

## Diagnóza

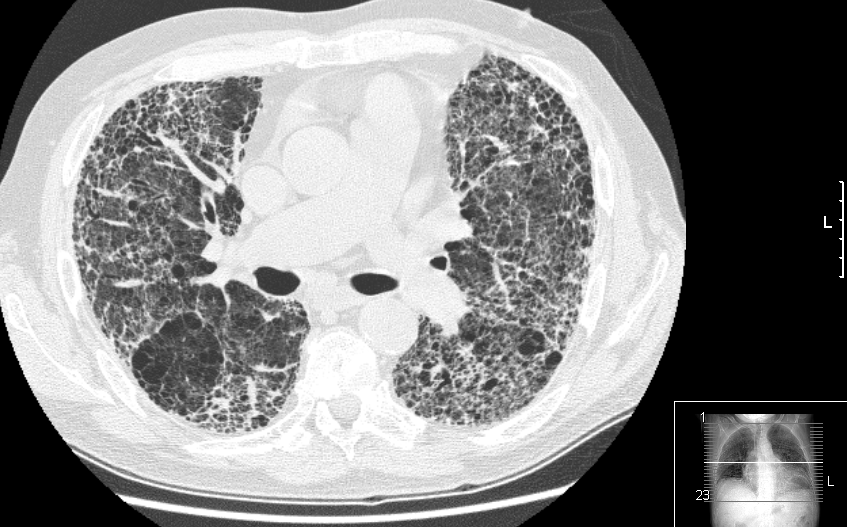
CT obraz plic ukazuje rozsáhlou fibrózu pravděpodobně v důsledku intersticiální pneumonitidy.

Diagnóza je potvrzena plicní biopsií. Odebraná tkáň je zkoumána histopatologicky mikroskopií, aby se potvrdila přítomnost a vzor fibrózy, ale i přítomnost dalších rysů, které mohou poukázat na její konkrétní příčinu.
Špatná diagnóza je velmi běžná, protože i přes to, že celkově plicní fibróza není vzácné onemocnění,  jednotlivé typy plicní fibrózy už moc obvyklé nejsou a stanovení diagnózy u pacientů s těmito onemocněními je složité a vyžaduje multidisciplinární přístup. Terminologie byla standardizována ale stále existují potíže při jejím uplatňování. Dokonce i odborníci mohou nesouhlasit s klasifikací fibrózy u některých pacientů.

## Léčba
Plicní fibróza vytváří zjizvenou tkáň. Jizvy jsou trvalé od momentu, kdy se objeví. Zpomalení postupu nemoci a prevence závisí na konkrétní příčině:
- Možnosti léčby idiopatické plicní fibrózy, jsou velmi omezené. I když výzkum stále probíhá, zatím neexistuje lék, který by prokazatelně fungoval. V závažných případech je jedinou možností transplantace plic. Protože některé typy plicní fibrózy může pozitivně reagují na kortikosteroidy (jako je prednison) a nebo jiné léky, které potlačují imunitní systém, jsou tyto typy léků někdy předepsány ve snaze zpomalit procesy, které vedou k fibróze.

- Dva farmakologické prostředky, které mají zabránit zjizvení v případě mírné idiopatické fibrózy jsou pirfenidon a nintedanib.[15] Klinické testy prokázaly, že to snižuje míru poklesu plicní funkce a pravděpodobnost akutní exacerbace.[16]
- Protizánětlivé léky mají jen omezený úspěch při snižování pokroku fibrózy. Některé jiné druhy fibrózy, jako jsou nespecifické intersticiální pneumonie, mohou reagovat na imunosupresivní terapie, jako jsou kortikosteroidy. Avšak pouze menší část pacientů reaguje na samotné kortikosteroidy, a tak využívají další imunosupresiva, jako jsou cyklofosfamid, azathioprin, methotrexát, penicilamin, a cyklosporin. Kolchicin byl také použit a to s omezeným úspěchem.
- Aby se zabránilo zhoršení Hypersenzitivní pneumonitidy, což je méně závažná forma plicní fibrózy, pacient se má vyhýbat kontaktu s materiálem, který u něj nemoc vyvolal.
- Doplňování kyslíku zlepšuje kvalitu života a schopnost pacienta cvičit. Transplantace plic je zvažována u některých pacientů.[17]

## Prognóza

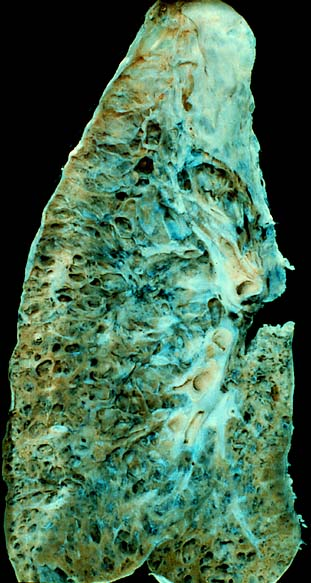
Plíce v konečném stadiu plicní fibrózy při pitvě

Hypoxie způsobená plicní fibrózou může vést k plicní hypertenzi, která, může dále vést k selhání pravé komory srdeční. Hypoxie může být předcházena doplňováním kyslíku.
Plicní fibróza může mít za následek také zvýšené riziko plicní embolie, která může být předcházena antikoagulancií.